# جرذ كنغري نيلسوني
جرذ كنغري نيلسوني (الاسم العلمي: Dipodomys nelsoni) (بالإنجليزية: Nelson’s Kangaroo Rat)‏ هو نوع من الحيوانات يتبع جنس الجرذ الكنغري من فصيلة الفئران المتغايرة.